# Pteroptochos
Pteroptochos (turco's) is een geslacht van zangvogels uit de familie Rhinocryptidae (tapaculo's).

## Soorten
Het geslacht kent de volgende drie soorten:
- Pteroptochos castaneus – Bruinkeelturco
- Pteroptochos megapodius – Chileense turco
- Pteroptochos tarnii – Zwartkeelturco